# Allan Linguet
Allan Linguet (Sèvres, 17 agosto 1999) è un calciatore francese, difensore del Dunkerque.

## Caratteristiche tecniche
Gioca come terzino destro.

## Carriera
Linguet è cresciuto nel settore giovanile del Valenciennes, che lo ha prelevato dal Caen nel 2017. Ha esordito in prima squadra il 16 novembre 2018 nell'incontro di Coppa di Francia vinto 3-1 contro il Dunkerque. Alcuni mesi dopo, il 26 aprile 2019, ha debuttato anche in Ligue 2 contro il Niort. Nel settembre 2019 ha riportato la frattura di tibia e perone che lo hanno costretto a saltare l'intera stagione 2019-2020.
Ha fatto il suo rientro in campo il 17 ottobre 2020 nel match pareggiato 0-0 contro il Sochaux ed il 10 aprile successivo ha trovato il primo gol in carriera nel successo casalingo per 2-1 sul Chambly. Nel luglio seguente ha prolungato il contratto fino al 2024.

## Statistiche

### Presenze e reti nei club
Statistiche aggiornate al 25 febbraio 2024.
| Stagione        | Squadra         | Campionato      | Campionato | Campionato | Coppe nazionali | Coppe nazionali | Coppe nazionali | Coppe continentali | Coppe continentali | Coppe continentali | Altre coppe | Altre coppe | Altre coppe | Totale | Totale | Totale |
| Stagione        | Squadra         | Comp            | Pres       | Reti       | Comp            | Pres            | Reti            | Comp               | Pres               | Reti               | Comp        | Pres        | Reti        | Pres   | Reti   |        |
| --------------- | --------------- | --------------- | ---------- | ---------- | --------------- | --------------- | --------------- | ------------------ | ------------------ | ------------------ | ----------- | ----------- | ----------- | ------ | ------ | ------ |
| 2019-2020       | Valenciennes 2  | N3              | 4          | 0          |                 | -               | -               |                    | -                  | -                  |             | -           | -           | 4      | 0      |        |
| 2020-2021       | Valenciennes 2  | N3              | 1          | 0          |                 | -               | -               |                    | -                  | -                  |             | -           | -           | 1      | 0      |        |
| 2021-2022       | Valenciennes 2  | N3              | 3          | 0          |                 | -               | -               |                    | -                  | -                  |             | -           | -           | 3      | 0      |        |
| 2018-2019       | Valenciennes    | L2              | 1          | 0          | CF+CdL          | 1+0             | 0               |                    | -                  | -                  |             | -           | -           | 2      | 0      |        |
| 2019-2020       | Valenciennes    | L2              | 0          | 0          | CF+CdL          | 0               | 0               |                    | -                  | -                  |             | -           | -           | 0      | 0      |        |
| 2020-2021       | Valenciennes    | L2              | 14         | 1          | CF              | 1               | 0               |                    | -                  | -                  |             | -           | -           | 15     | 1      |        |
| 2021-2022       | Valenciennes    | L2              | 17         | 1          | CF              | 2               | 0               |                    | -                  | -                  |             | -           | -           | 19     | 1      |        |
| 2022-2023       | Valenciennes    | L2              | 33         | 1          | CF              | 3               | 0               |                    | -                  | -                  |             | -           | -           | 36     | 1      |        |
| 2023-2024       | Valenciennes    | L2              | 19         | 0          | CF              | 2               | 0               |                    | -                  | -                  |             | -           | -           | 21     | 0      |        |
| Totale carriera | Totale carriera | Totale carriera | 92         | 3          |                 | 9               | 0               |                    | -                  | -                  |             | -           | -           | 101    | 3      |        |